# Bogusław

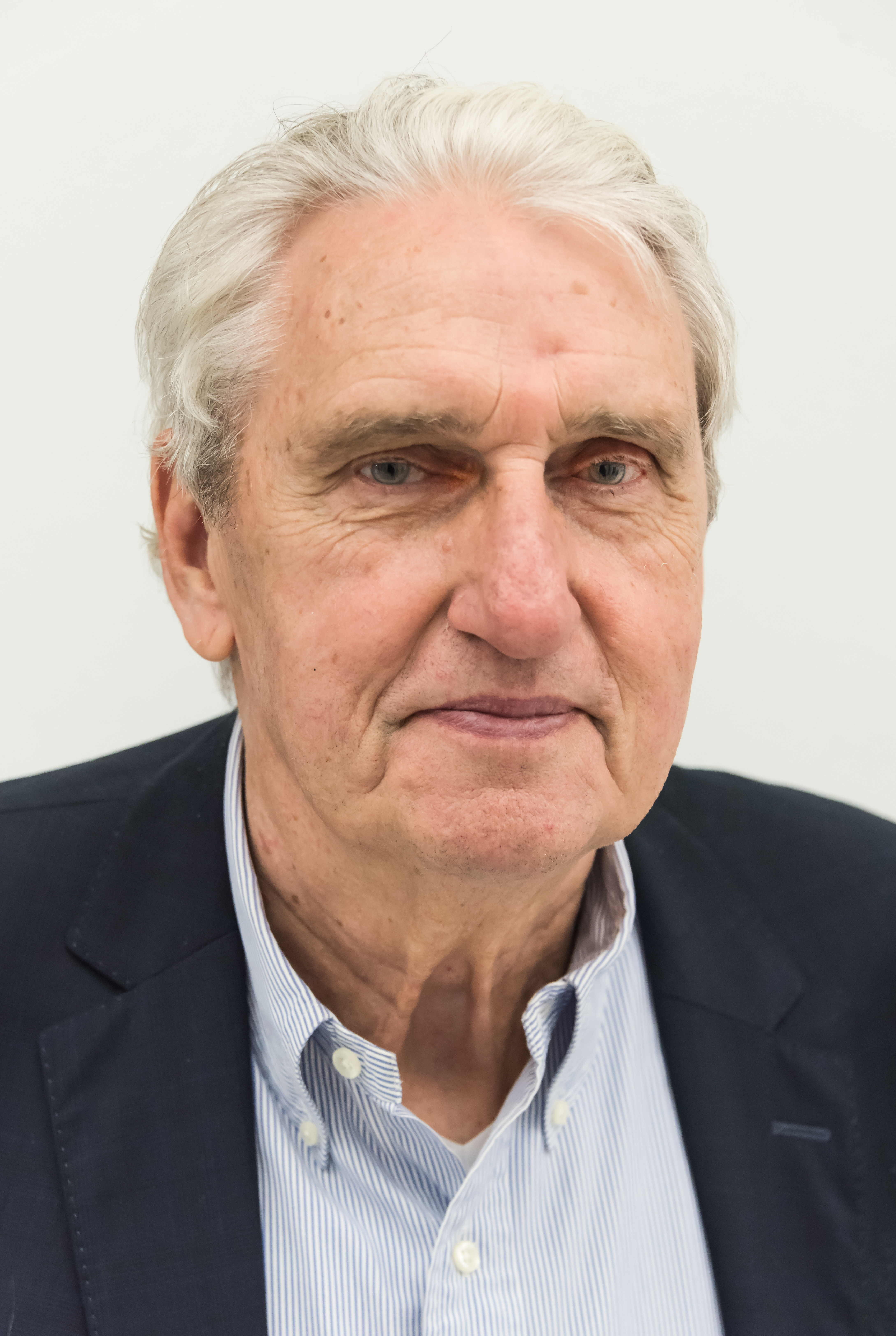
Bogusław Wołoszański, 2023.

Bogusław (svenska Bogislav, tyska Bogislaw, Bogislaus, tjeckiska Bohuslav, kyrilliska: Богуслав) är ett slaviskt mansnamn med ursprung i Polen. Namnet består av roten Bogu- ("Bóg" eller "Boga" betyder "gud" på polska, men ursprungligen "tur, lyckosam") och -sław ("ära").
Namnet är ett av få slaviska personnamn som återfinns över hela den slaviska språkfamiljen, och finns belagt i Polen sedan början av 1200-talet. Det var ett populärt namn under medeltiden, där det är dokumenterat om 700 personer och sedan ända fram till 2000-talet. Den enda perioden dess popularitet dalat var under 1500-talet. Namnet används i nästan alla slaviska länder, och används nu för tiden vanligtvis av polsktalande familjer.
Den kvinnliga varianten är Bogusława (på svenska Bogislava). Typiska diminutiv-former av namnet på polska är bland andra Bosław, Bogusz, Bohusz, Bogoń, Bogosz, Bogunek, Bost, Bosz, Boszek, samt för kvinnonamnet formerna Boguta, Bogna, Bogota, Bogusza ochBoszuta.

## Personer med namnet Bogusław
- Bogusław Linda, polsk skådespelare

- Bogislav I av Pommern, hertig av Pommern (1156-1187)
- Bogislav II av Pommern, hertig av Pommern (1187-1220)
- Bogislav III av Pommern, hertig av Schlawe-Stolp (död efter 1200)
- Bogislav IV av Pommern, hertig av Pommern (1278-1309)
- Bogislav V av Pommern, hertig av Pommern-Wolgast (1326-1368)
- Bogislav VI av Pommern, hertig av Pommern-Wolgast (1368-1393)
- Bogislav VII av Pommern, hertig av Pommern-Stettin (1372-1404)
- Bogislav VII av Pommern., hertig av Pommern (1395-1418)
- Bogislav IX av Pommern, hertig av Pommern-Wolgast-Stolp-Stargard (1418-1446)
- Bogislav X av Pommern, hertig av Pommern (1478-1523)
- Bogislav XIII av Pommern, hertig av Pommern (1567-1606)
- Bogislav XIV av Pommern, hertig av Pommern (1625-1637)

- Bogislav var även Erik av Pommerns namn innan han blev arvinge till den nordiska unionstronen.

- Bogislav av Schlawe, furste av Schlawe-Stolp på 1100-talet
- Bogislaus Philipp von Chemnitz (1605-1678), svensk rikshistoriograf